# Bücker Bü 181
El Bücker Bü 181 Bestmann (literalmente "el mejor hombre", término náutico alemán que designa a un tripulante de un barco de bajura) es un avión acrobático biplaza, construido por Bücker Flugzeugbau GmbH en Rangsdorf (Berlín) y usado extensivamente por la Luftwaffe durante la Segunda Guerra Mundial como avión de enlace, entrenador básico y, al final de la guerra, como avión de ataque al suelo. Es considerado como el primer avión escuela moderno con cabina cerrada y asientos lado a lado en entrar en servicio.

## Desarrollo
El prototipo Bü 181 (D-ERBV) hizo su primer vuelo en febrero de 1939 con el piloto de pruebas  Arthur Benitz en los controles. Después de arduos trabajos y vuelos de prueba, el Reichsluftfahrtministerium (RLM) encargó y autorizó la entrada en producción del  Bücker Bü 181A como el entrenador primario estándar de la Luftwaffe. La producción en serie comenzó en 1940 y fue poco a poco reemplazando a los antiguos modelos biplanos en las escuelas de vuelo de la Luftwaffe. Los tipos producidos fueron  designados B y C, sólo con pequeñas variaciones entre ellos y motorizados con el  Hirth Hm 500 excepto los aviones de preserie B-0 que llevaban el Hirth Hm 504.

## Producción

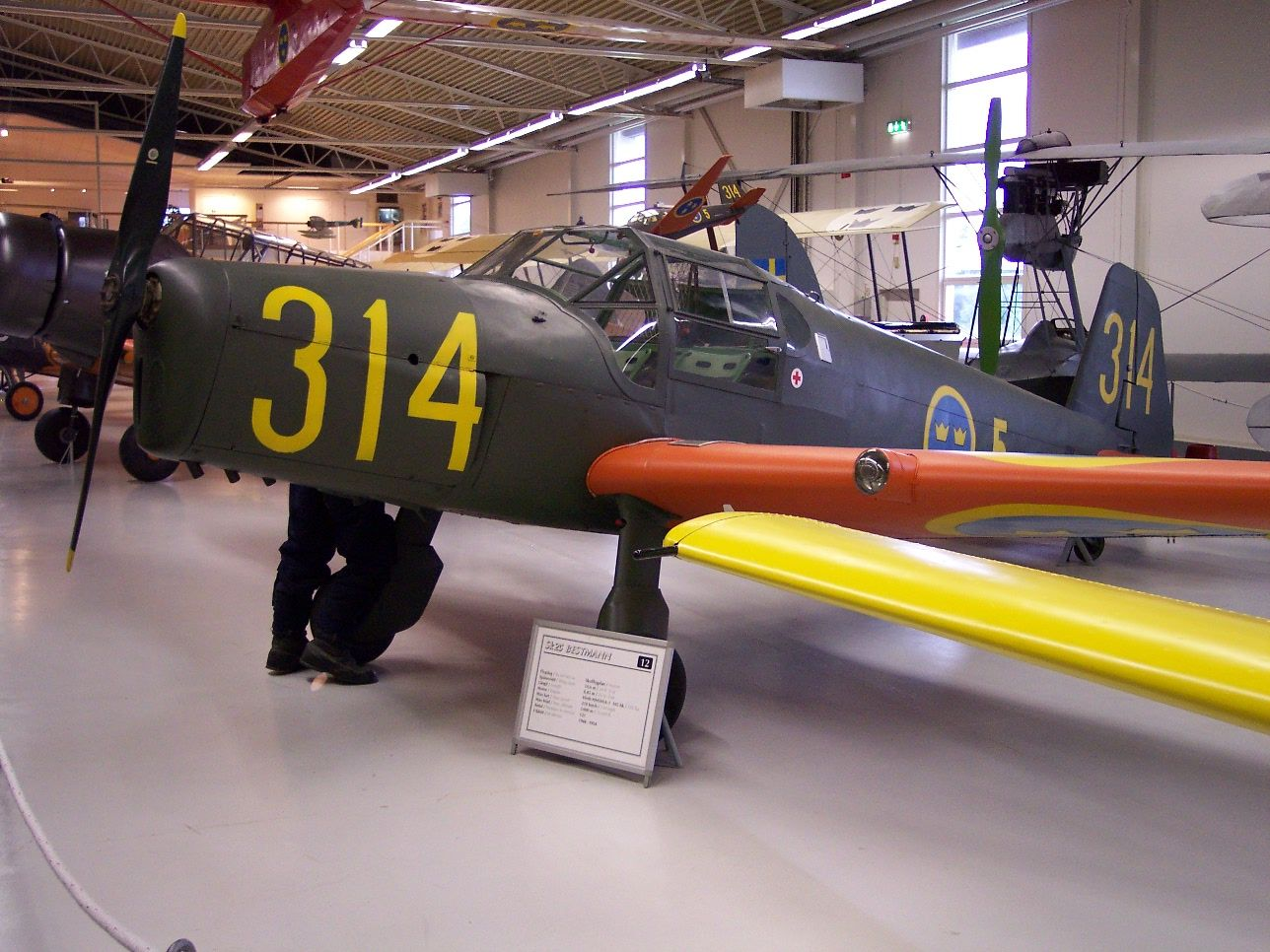
Uno de los 125 Sk-25 (Bü 181) construidos en Suecia

La fábrica Bücker en Rangsdorf construyó la mayor parte de los Bü 181, pero debido a la gran ser demanda, se vio forzada a dar licencia a la compañía  Fokker en Holanda . La producción en la Fokker en Ámsterdam empezó en 1942 y su producción total durante la guerra fue de 708 aviones.
También se produjo el Bü 181 en la planta Zliner Flugzeugbau en Zlin (Protectorado de Bohemia y Moravia) continuando después de la guerra, como el Zlin C.6 y C.106 para la Fuerza Aérea Checoslovaca  y como el Zlín Z.281 y  Z.381 en varias versiones para uso civil. Se construyeron un total de 783 aviones.  
Entre 1944 y 1946, Hägglund & Söner AB en Suecia construyó bajo licencia 125 Bü 181 con motores Hirth 500A con la designación militar sueca de Sk 25.    
Durante los años 50, Heliopolis Aircraft Works de Egipto adquirió la licencia checoslovaca de producción del Bestmann en versiones similares al Zlín Z.381, primero con motor  Walter-Minor 105 hp y después remotorizados con el Continental O-300A . Fue producido para la Fuerza Aérea Egipcia como el Helipolis Gomhouriah (del idioma árabe: Gomhouria ‘República’) y subsecuentes versiones para otras fuerzas aéreas árabes. Se construyeron al menos 300 Gomhouriah.
En total, se construyeron unos 3.400 aviones.

## Diseño
El Bü 181 B-0 estaba equipado con un motor en línea de 4-cilindros de 105 hp Hirth HM 504A refrigerado por aire, los modelos definitivos B-1, B-2, C-1 y C-2 fueron equipados del motor Hirth HM 500 A y B .
Constructivamente, el Bücker Bü 181 era un monoplano acrobático monomotor de ala baja con tren de aterrizaje fijo, flaps divididos, controles dobles y dos asientos ajustables lado a lado. La sección de cabina del fuselaje estaba construida de acero tubular mientras el resto estaba construido de madera, alas y cola también eran de madera, así como el esqueleto de todos los alerones, timones y superficies de control y recubiertos de tela, los flaps eran metálicos en los tipos B y de madera en los C.
El avión fue diseñado para vuelos de entrenamiento, turismo y acrobacia aérea. Su resistencia era del Grupo de Stress  5 con carga limitada (un ocupante)  y Stress Grupo 4 con dos.

## Variantes

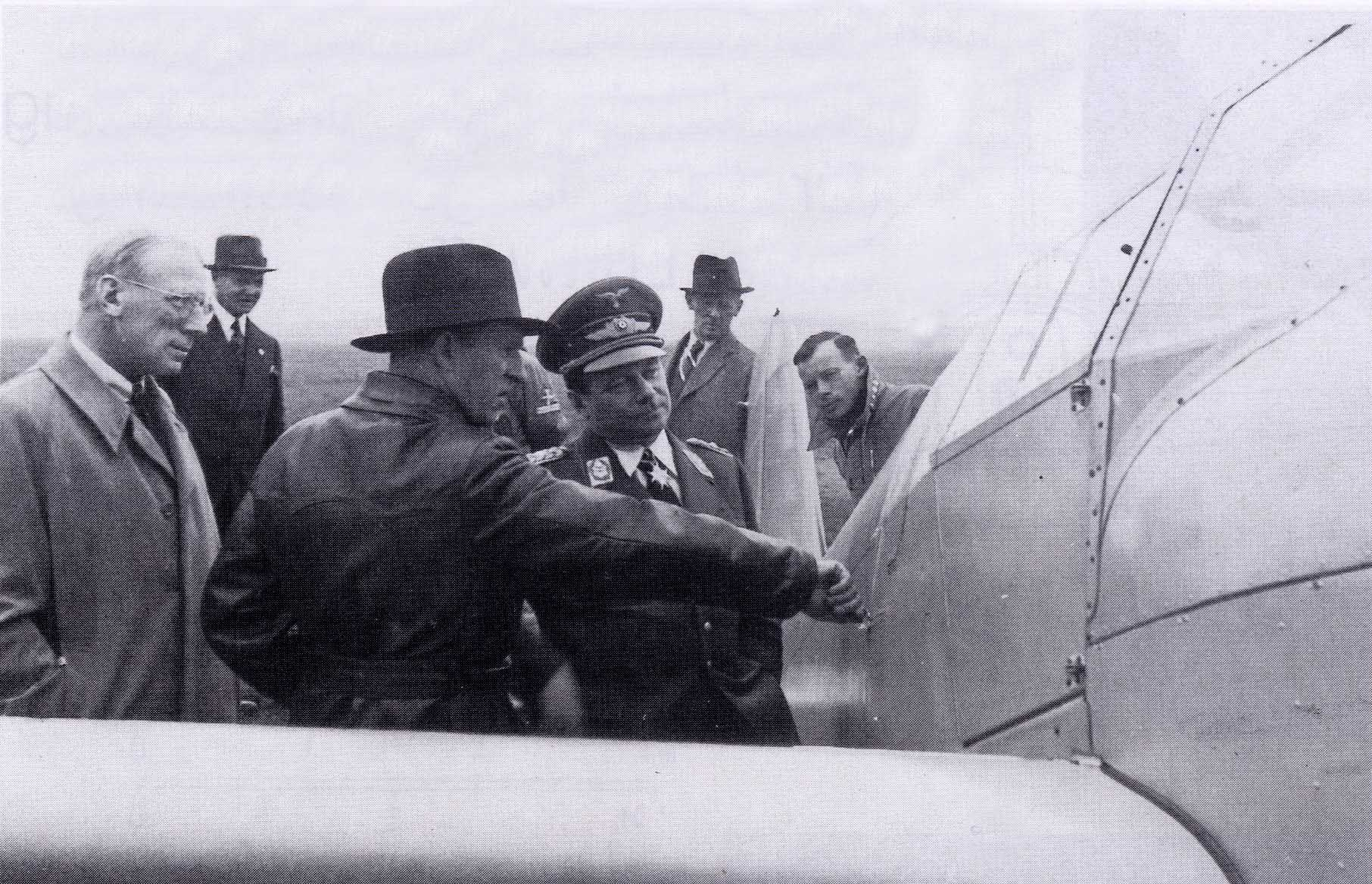
Generaloberst Ernst Udet, jefe de la rama técnica del RLM recibe explicaciones del constructor Anderson acerca del Bü 181 V1

Los Bü 181 fabricados durante la guerra evolucionaron muy poco, la diferencia principal entre los tipos B y C es la mayor autonomía de la versión C. La diferencia principal entre los subtipos B-1 y C-1 y los B-2 y C-2 consiste en que los B-1 y C-1 poseían luces de navegación y cabina así como de calefacción de pitot, mientras que los B-2 y C-2 carecían totalmente de sistema eléctrico.
- Bü 181V. Prototipo.
- Bü 181 A-0. Pre serie con motor Hirth HM 504 A-2
- Bu 181 B-1. Motor Hirth HM 500 A
- Bü 181 B-2. Como el B-1 pero sin sistema eléctrico.
- Bü 181 B-3 (Schlachtflugzeug)[2]: B-1 o C-1 modificado, instrumentación mejorada, visor Revi y tres porta-bombas ETC50. Carga de bombas: tres bombas SC50 o tres bombas SD50 o tres bombas SD70 o tres contenedores largables AB70, carga total máx. 210 kg
- Bü 181 C-1: Como el B-1 pero con mayor autonomía y motor Hirth HM 500B
- Bü 181 C-2: Como el B-2 pero con mayor autonomía y motor Hirth HM 500B
- Bü 181 C-3 (Panzerjäger): B-2 o C-2 modificado como caza-carros; cuatro antitanques Panzerfaust 100, dos en cada ala

### Versiones de posguerra y licencia
- Hägglund & Söner Sk25: Bücker 181 producido bajo licencia en Suecia.
- Zlín Z.181: Producción checa del Bü 181, construida por Zlín en Checoslovaquia después de

la guerra.
- Zlín Z.281: Similar al anterior, pero motorizado con un motor Toma de 4 cilindros.
- Zlín Z.381 (C106): Similar a los anteriores pero motorizado con un motor Walter Minor 105-cv

(78-kW).
- Heliopolis Gomhouria Mk I: Versión de producción egipcia del Zlín 381, construido bajo licencia en Egipto

por Heliopolis Aircraft Works. Motor Walter Minor
- Heliopolis Gomhouriah Mk II: Similar al anterior pero propulsado con un motor Continental C-145 145-cv

(108-kW).
- Heliopolis Gomhouriah Mk VI: Motorizado con un Continental O-300

## Operadores
Alemania nazi
- Luftwaffe

 Argelia

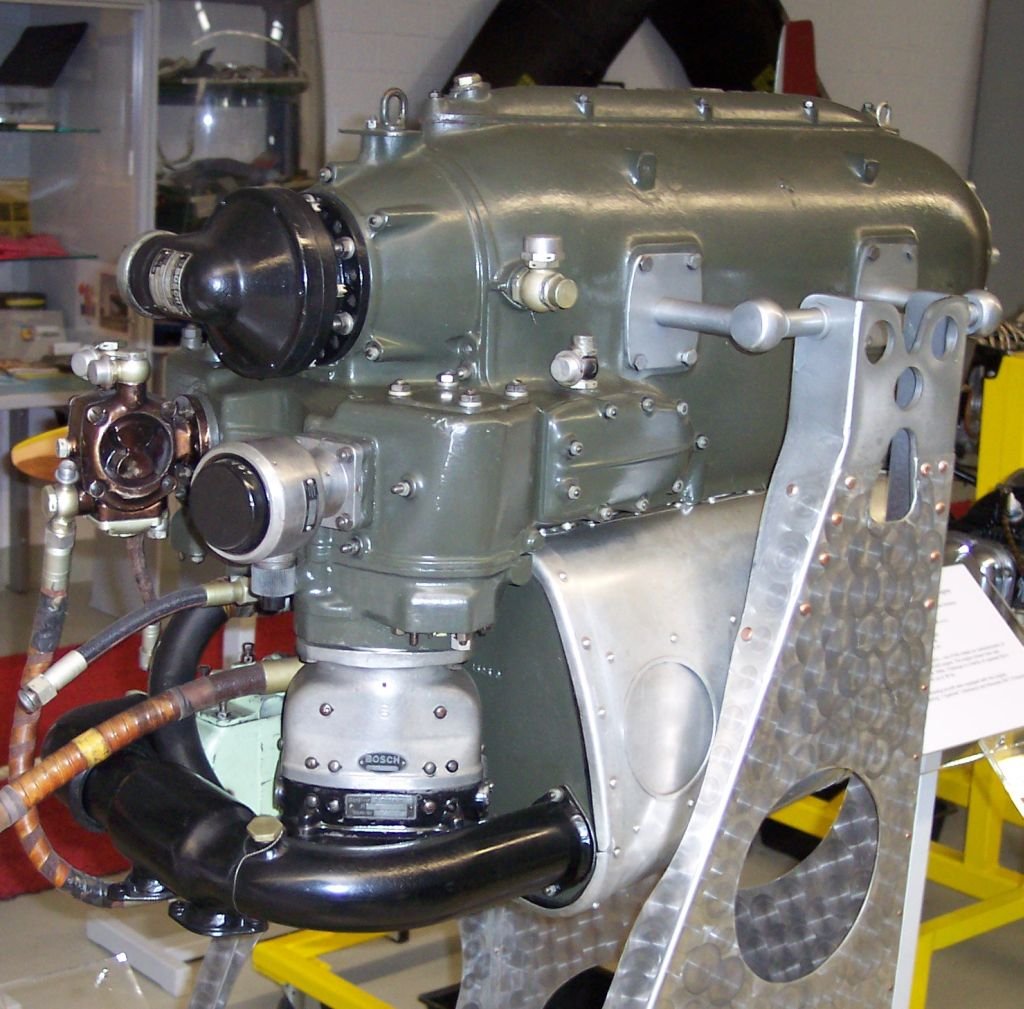
Motor Hirth 500A

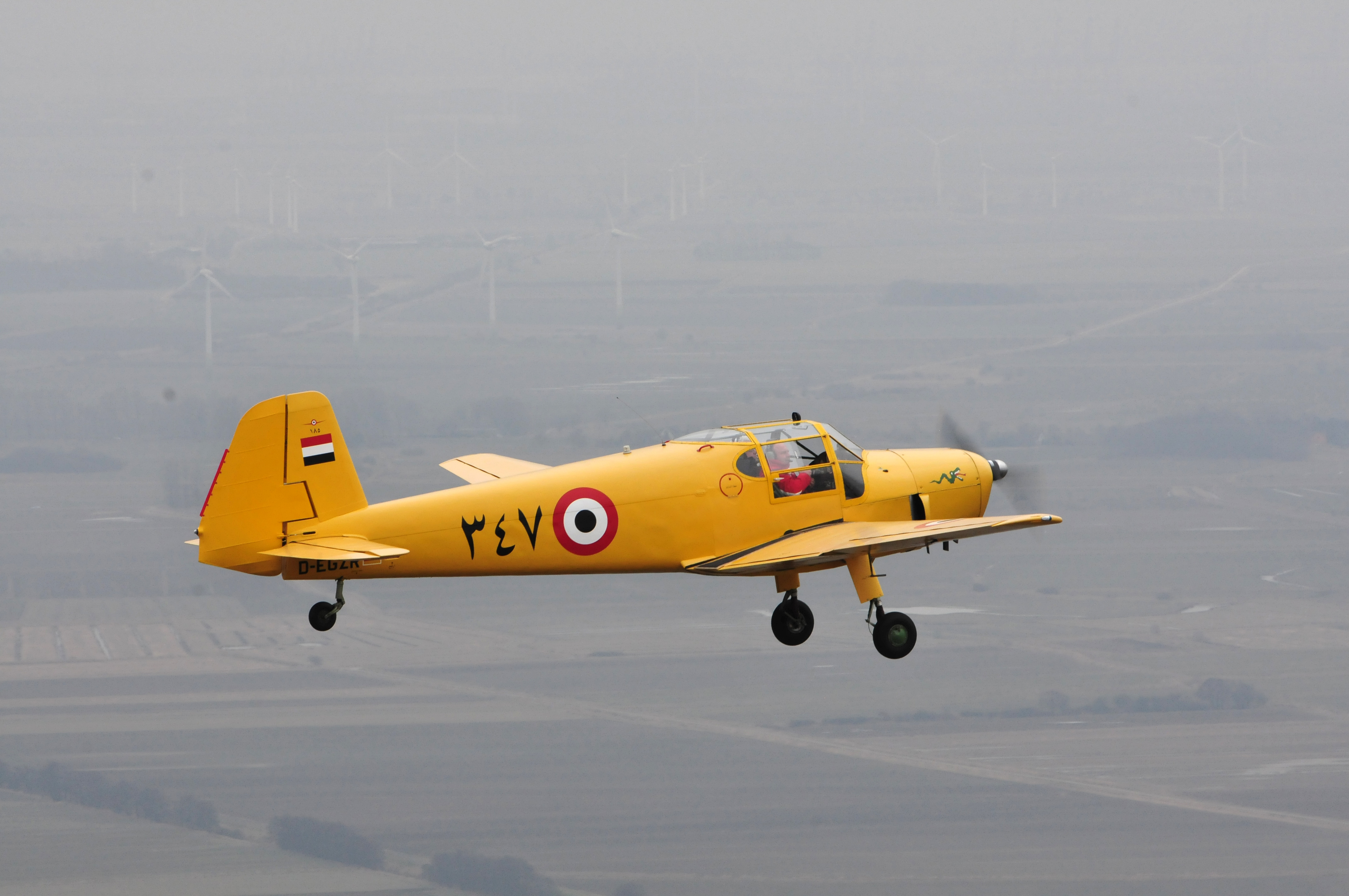
Gomhouriah Mk 6

 Estado Independiente de Croacia
- Fuerza Aérea del Estado Independiente de Croacia

 Checoslovaquia
- Fuerza Aérea Checoslovaca

 Egipto
- Fuerza Aérea Egipcia

 Hungría
- En posguerra.

 Libia
- Fuerza Aérea Libia[3]

 Polonia
- En posguerra.

 Suecia
- Real Fuerza Aérea Sueca

 Suiza
- Fuerza Aérea Suiza

## Historia operacional
A pesar de ser construido como entrenador primario para la Luftwaffe, este avión también cumplió otras tareas como avión de enlace, remolcador de planeadores y hasta transportó Panzerfaust (un arma personal de infantería provista de un cohete de carga hueca usada para perforar los blindajes de tanques).
Un Bücker Bü 181 'Bestmann' fue usado en la película  La gran evasión. Era pilotado en la película por James Garner con Donald Pleasence como pasajero.  
La Piloto de pruebas, y cuñada de Claus von Stauffenberg, Melitta Schenk Gräfin von Stauffenberg estaba volando en un Bücker Bü 181 cuando fue derribada por un caza norteamericano el 8 de abril de 1945.

## Especificaciones
Referencia datos:  The Virtual Aviation Museum european aviation-history on the internet

### Características generales
- Tripulación: 2
- Longitud: 7,9 m (25,8 ft)
- Envergadura: 10,6 m (34,8 ft)
- Altura: 2,1 m (6,7 ft)
- Superficie alar: 13,5 m² (145,3 ft²)
- Peso vacío: 475 kg (1046,9 lb)
- Peso máximo al despegue: 800 kg (1763,2 lb)
- Planta motriz: 1× Motor en línea 4 cilindros invertidos refrigerado por aire Hirth HM 500 A y B.
  - Potencia: 78 kW (108 HP; 106 CV)
- Hélices: 1× bipala por motor.

### Rendimiento
- Velocidad nunca excedida (Vne): 440 km/h (273 MPH; 238 kt)
- Velocidad máxima operativa (Vno): 215 km/h (134 MPH; 116 kt)
- Velocidad crucero (Vc): 195 km/h (121 MPH; 105 kt)
- Alcance: 800 km (432 nmi; 497 mi)
- Techo de vuelo: 5000 m (16 404 ft)

### Desarrollos relacionados
- Saab 91 Safir
- Messerschmitt Bf 108

### Secuencias de designación
- Sistema de designación aeronaves del RLM: ← He 177 · He 178 · Bü 180 · Bü 181 · Bü 182 · Ta 183 · Fl 184 →

### Listas relacionadas
- Anexo:Aeronaves militares de Alemania en la Segunda Guerra Mundial